# Rafael Lozano-Hemmer
Rafael Lozano-Hemmer (Ciudad de México, 17 de noviembre de 1967) es un artista electrónico que trabaja con disciplinas entremezcladas entre la arquitectura, teatro tecnológico y la performance. Vive y trabaja en Montreal, Canadá.

## Biografía
Rafael Lozano-Hemmer es conocido por sus intervenciones interactivas en espacios públicos en ciudades de Europa, Asia y América. Sus instalaciones utilizan tecnologías como la robótica, proyecciones, sensores y redes de comunicación para interrumpir la homogeneización urbana con plataformas creadas para la participación e interacción colectiva.
En 1999 creó la instalación "Alzado Vectorial" donde participantes en Internet podían controlar cañones antiaéreos sobre el Zócalo de la Ciudad de México. La pieza se repitió en Vitoria en el año 2002, en Lyon en 2003, en Dublín en 2004 y en Vancouver para las olimpiadas de invierno del 2010. Fue el primer representante oficial de México en la Bienal de Venecia, con una exposición individual en el Palazzo Soranzo Van Axel en la 52a Exposición Internacional de Arte del 2007. En 2006 su pieza "33 Preguntas por Minuto" fue adquirida por el Museo de Arte Moderno de Nueva York. Su pieza "Público Subtitulado" (2005) está en la colección Tate de Gran Bretaña.

## Influencias
- Dick Higgins. Pionero del movimiento Fluxus, creador del término intermedia (producción interdisciplinaria que mezcla música, teatro y artes visuales).
- Gyula Kosice. Pionero del arte cinético y arte en movimiento.
- Abraham Palatnik
- Julio Le Parc
- Estridentismo mexicano.

## Obras
Sus vertientes de trabajo son básicamente 2: 
- Las obras de arte público (Arquitectura relacional). Constan de intervenciones en espacios públicos en donde interviene el espectado con la obra. Con estas obras busca interumpir la narrativa de poder donde los edificios se han vuelto una representación del capital, con sus obras busca crear un espacio de reflexión y resistencia ante esta homogeneización urbana. Sus intenvenciones son efímeras y son piezas específicas no en cuanto al lugar geográfico sino en sentido relacional, es decir la forma en que la gente interactúa con ellos. Son formas de relacionar el espacio público sin la intervención de la gente sus obras no existen.
- Obras para museos y colecciones. Las clasifica en: 
  - Detectores
  - Grabadoras

## Exposiciones
- En México:
  - Pseudomatismos

- En Bilbao: Hemmer presenta en Azkuna Zentroa dos de sus obras, dentro de la exposición colectiva "Open Codes, We are data", del 23 de octubre de 2019 hasta el 26 de enero de 2020. La muestra reflexiona sobre el mundo en el que vivimos, creado y gobernado por códigos. Una de las instalaciones del artista se puede ver en la entrada de la biblioteca de Azkuna Zentroa, con el título, "Level of Confidence", mediante una cámara interacitva en la cual se ven los rostros de 43 estudiantes desaparecidos en la escuela normalista de Ayotzinapa, en Iguala México, el espectador interactúa con la pieza, situándose justo delante, la cámara, mediante algoritmos, reconoce los rasgos más parecidos entre el espectador y uno de los estudiantes.

En entrevista realiza con Sonia Sierra de su exposición "Pseudomatismo" dijo “La experiencia es más parecida a las artes escénicas que al arte visual. En el arte visual llegas, cuelgas las  obras, las preparas, las instalas y, cuando terminas la instalación, está listo para que el público venga y lo vea. En nuestro caso, ya que está todo instalado, comenzamos a programar, a calibrar y  a requerir el contenido del público. En (la obra) Pabellón de ampliaciones, por ejemplo, se requieren cientos de rostros extraídos por reconocimiento facial; según la cantidad de gente que visite la exposición,  se convertirá en una obra más madura”. Rafael Lozano-Hemmer.  2015.

## Premios
- BAFTA British Academy Award for Interactive Art, Londres, GB, 2005
- World Technology Network Award for the Arts, San Francisco, 2003[5]
- Rockefeller-Ford Fellowship, Nueva York, 2003
- Artista del año, Wired Magazine Rave Awards, San Francisco, 2003
- Trophée des Lumiéres, Lyon, Francia, 2003
- International Bauhaus Award, 1.er premio, Dessau, Alemania, 2002
- BAFTA British Academy Award for Interactive Art, Londres, GB, 2002[6]
- Gold Award, Interactive Media Design Review, I.D. Magazine, EUA, 2002
- Ars Electronica, Interactive Art Distinction, Linz, Austria, 2002
- Excellence Award, Media Arts Festival, CG Arts, Tokio, Japón, 2000
- Ars Electronica, Interactive Art Golden Nica, Linz, Austria, 2000
- SFMOMA Webby Awards, Distinción, San Francisco, 2000
- Ars Electronica, Interactive Art Honorable Mention, Linz, Austria, 1998
- Ars Electronica, Interactive Art Honorable Mention, Linz, Austria, 1995